# Massimiliano Varricchio
Massimiliano Varricchio (San Giovanni in Persiceto, 14 novembre 1976) è un allenatore di calcio ed ex calciatore italiano, di ruolo attaccante.
Durante la sua ventennale carriera, ha giocato per 16 società diverse tra la Serie D e la B, segnando 201 gol in 646 sfide ufficiali, alla media di 0.3 reti a partita.

## Carriera

### Giocatore
Dopo aver iniziato la propria carriera nelle categorie minori, arriva a giocare nelle divisioni superiori con la maglia del Treviso dove mette a segno 4 reti in 26 apparizioni nel campionato di serie B. Nella stagione successiva, mantiene intatta la categoria: gioca con il Cosenza, ma scende in campo pochissime volte, perciò a gennaio del 2000 si trasferisce al Pisa in C1 con cui realizza 3 reti in 13 match. L'anno seguente è sempre in C1, ma al Castel di Sangro dove esplode grazie alla realizzazione di 12 gol in 29 partite.
Tra il 2001 e il 2003 gioca di nuovo con il Pisa, dove nella seconda annata è uno dei principali artefici dell'ottimo campionato di C1, che porta la squadra toscana a sfiorare il salto in serie B. Nei tre anni successivi cambia tre squadre: Treviso, Napoli e Pescara.
Nelle stagioni 2005-2006 e 2006-2007 milita nello Spezia. Nella sua prima stagione in Liguria segna 13 gol, contribuendo alla promozione della squadra bianconera in serie B dopo cinquantacinque anni di permanenza degli spezzini nei campionati di serie C1 e C2. Nel 2006-2007 subisce una serie di infortuni che ne limitano le presenze in campo, ma riesce comunque a segnare 8 gol in 22 partite tra Coppa Italia e campionato.
Nell'estate 2007 viene ceduto al Padova, dove nella stagione 2007-08 riesce a collezionare 18 gol, senza riuscire tuttavia a fare il salto di categoria con la squadra per cui gioca e, come da contratto, il giocatore rimane per un'altra stagione al Padova. Stavolta però con i veneti conquista la promozione in B dopo gli spareggi playoff. Viene confermato nel Padova anche nella successiva stagione cadetta (2009-2010).
Il 23 agosto 2008 nella partita tra Chievo e Padova valida per il terzo turno di Coppa Italia allo stadio Bentegodi di Verona, mette a segno una doppietta che permette ai patavini di battere i clivensi e di giocarsi il quarto turno al Massimino contro il Catania (gara poi persa).
Alla fine dell'edizione 2008-2009 della Coppa Italia è risultato essere il vice-capocannoniere della competizione con 5 gol ad una sola lunghezza dal vincitore Goran Pandev.
Il 2 novembre 2009, dopo alcune divergenze con la società all'inizio della stagione 2009-2010, viene messo fuori rosa dal presidente Cestaro e il 14 gennaio 2010 viene ceduto in prestito alla Cremonese, compagine della Lega Pro Prima Divisione, fino a fine stagione.
Debutta il 17 gennaio in Cremonese-Sorrento 0-0 entrando al 22' del secondo tempo al posto di Riccardo Musetti. Segna il suo primo gol nella partita Lecco-Cremonese 2-2 del 24 gennaio al 33' del primo tempo.
Scaduto il prestito torna al Padova, ma poco tempo dopo Varricchio e la società trovano un accordo per la risoluzione consensuale del contratto.
Dopo essersi allenato con la Virtus Castelfranco (squadra in cui aveva militato nella stagione 1997-1998), il 16 gennaio 2011 viene acquistato dal Prato, formazione di Seconda Divisione, che aiuta a raggiungere i play-off con 7 reti in 10 partite.
Il 30 agosto 2011 il Cuneo, formazione della Seconda Divisione, annuncia l'acquisto di Varricchio. Debutta il 4 settembre nella partita disputata contro il Borgo a Buggiano finita (1-1), entrando al 38' del secondo tempo al posto di Enrico Fantini.
Dopo aver contribuito da protagonista alla promozione in Prima Divisione della formazione piemontese realizzando 15 reti in campionato e ben 3 reti nei play off promozione Varricchio, in scadenza di contratto, si accorda con la formazione emiliana della Giacomense, in Seconda Divisione.
Nell'estate 2013 passa alla SPAL nell'ambito della fusione tra la Giacomense e la squadra estense, che ha portato la SPAL in Seconda Divisione. A fine stagione ottiene la promozione nella Lega Pro unica e si laurea capocannoniere del Girone A di Seconda Divisione.

### Allenatore
Al termine della stagione 2013-2014, appende gli scarpini al chiodo, diventando allenatore della formazione Berretti della SPAL.

## Palmarès

### Club

#### Competizioni nazionali
- Coppa Italia Serie C: 1

Pisa: 1999-2000
- Campionato italiano di Serie C1: 1

Spezia: 2005-2006
- Supercoppa di Lega di Serie C1: 1

Spezia: 2006
- Lega Pro Seconda Divisione: 1

Cuneo: 2011-2012

### Individuale
- Capocannoniere della Lega Pro Seconda Divisione: 1

SPAL: 2013-2014 (20 gol) Girone A